# Boarmia consobrinaria
Boarmia consobrinaria är en fjärilsart som beskrevs av Jacob Hübner. Boarmia consobrinaria ingår i släktet Boarmia och familjen mätare. Inga underarter finns listade i Catalogue of Life.